# Troglohyphantes kordunlikanus
Troglohyphantes kordunlikanus is een spinnensoort in de taxonomische indeling van de hangmatspinnen (Linyphiidae).
Het dier behoort tot het geslacht Troglohyphantes. Het is een grottensoort die voorkomt in Kroatië en Bosnië; de typelocatie is Kordunski Ljeskovac. De wetenschappelijke naam van de soort werd voor het eerst geldig gepubliceerd in 1978 door Christa L. Deeleman-Reinhold.